# Carlos Garcés
Carlos John Garcés Acosta (Manta, 1º marzo 1990) è un calciatore ecuadoriano, attaccante del Cienciano e della nazionale ecuadoriana.

## Caratteristiche tecniche
È un centravanti.

## Carriera

### Nazionale
È stato convocato dalla nazionale ecuadoriana per disputare la Copa América 2019.

## Palmarès

### Club

#### Competizioni nazionali
- Campionato ecuadoriano: 1

Delfín: 2019